# 1510
| [ Edytuj tabelę ]                          | |
| Król Polski                                | - 1507 Zygmunt I Stary 1548 |
| Współksiążęta Andory                       | - 1472 Pere de Cardona 1512 - 1483 Katarzyna z Nawarry 1512 - 1484 Jan III 1516 |
| Król Anglii                                | - 1509 Henryk VIII 1547 |
| Król Aragonii i Walencji, hrabia Barcelony | - 1479 Ferdynand Aragoński 1516 |
| Władca Azteków                             | - 1502 Montezuma II 1520 |
| Elektor Brandenburgii                      | - 1499 Joachim I Nestor 1535 |
| Książę Bawarii                             | - 1508 Wilhelm IV 1550 |
| Sułtan Brunei                              | - 1473 Bolkiah 1521 |
| Cesarz Chin                                | - 1505 Zhengde 1521 |
| Król Czech                                 | - 1490 Władysław II Jagiellończyk 1516 |
| Król Danii                                 | - 1481 Jan Oldenburg 1513 |
| Dalajlama                                  | - 1475 Gendun Gjaco 1541 |
| Władca Egiptu                              | - 1501 Kansuh al-Ghauri 1516 |
| Cesarz Etiopii                             | - 1508 Lybne Dyngyl 1540 |
| Król Francji                               | - 1498 Ludwik XII 1515 |
| Szach Iranu                                | - 1501 Isma’il I 1524 |
| Władca Inków                               | - 1493 Huayna Capac 1527 |
| Lord Irlandii                              | - 1509 Henryk VIII Tudor 1542 |
| Cesarz Japonii                             | - 1500 Go-Kashiwabara 1526 |
| Kalif                                      | - 1508 Al-Mutawakkil III 1517 |
| Król Kastylii i Leónu                      | - 1506 Ferdynand Aragoński 1516 |
| Patriarcha Konstantynopola                 | - 1504 Pachomiusz I 1513 |
| Władca Korei                               | - 1506 Chungjong 1544 |
| Wielki książę litewski                     | - 1506 Zygmunt I Stary 1548 |
| Sułtan Maroka                              | - 1505 Muhammad al-Burtukali 1524 |
| Senior Monako                              | - 1505 Lucjan 1523 |
| Wielki książę moskiewski                   | - 1505 Wasyl III 1533 |
| Król Nawarry                               | - 1484 Katarzyna z Nawarry i Jan d’Albret 1516 |
| Król Norwegii                              | - 1483 Jan Oldenburg 1513 |
| Sułtan Omanu                               | - 1500 Muhammad ibn Isma’il 1529 |
| Elektor Palatynatu                         | - 1508 Ludwik V 1544 |
| Papież                                     | - 1503 Juliusz II 1513 |
| Król Portugalii                            | - 1495 Manuel I 1521 |
| Cesarz Rzymski (niemiecki)                 | - 1493 Maksymilian I Habsburg 1519 |
| Kapitanowie Regenci San Marino             | - 1509 Andrea di Giorgio Loli Antonio di Marino Giannini 1510 - 1510 Antonio di Polinoro Lunardini Andrea di Marino Speranza 1510 - 1510 Antonio di Bianco Barnaba di Matteo da Valle 1511 |
| Elektor Saksonii                           | - 1486 Fryderyk I Mądry 1525 |
| Król Szkocji                               | - 1488 Jakub IV 1513 |
| Król Szwecji                               | - 1504 Svante Nilsson Sture 1512 |
| Król Tajlandii                             | - 1491 Ramathibodi II 1529 |
| Sułtan Turków                              | - 1481 Bajazyd II 1512 |
| Doża Wenecji                               | - 1501 Leonardo Loredano 1521 |
| Król Węgier                                | - 1490 Władysław II 1516 |
| Cesarz Wietnamu                            | - 1509 Lê Tương Dực 1516 |
| Wielki mistrz zakonu krzyżackiego          | - 1498 Fryderyk Wettyn 1510 - 1510 Albrecht Hohenzollern 1525 |

Rok 1510 / MDX
stulecia: XV wiek ~
XVI wiek ~
XVII wiek

lata: 1500 «
1505 «
1506 «
1507 «
1508 «
1509 «
1510
» 1511
» 1512
» 1513
» 1514
» 1515
» 1520

## Wydarzenia w Polsce
- 17 stycznia – we Lwowie podpisano pokój polsko-mołdawski, kończący wojnę o Pokucie.
- 5 lutego-2 marca – w Piotrkowie obradował sejm[1].
- 25 lipca – drukarz Florian Ungler założył drugą w Krakowie polską drukarnię.
- Mikołaj Kopernik sporządził mapę Warmii i zachodnich granic Prus Królewskich, przeznaczoną na zjazd rady królewskiej w Poznaniu.
- Uchwała sejmowa zabraniająca przekazywania klerowi w testamencie nieruchomości ziemskich[2].

## Wydarzenia na świecie
- 24 lutego – wojny włoskie: papież Juliusz II zawarł pokój z Republiką Wenecką i zdjął z niej ekskomunikę.
- 15 sierpnia – Portugalczycy założyli faktorię handlową w Goa (Indie).

## Urodzili się
- 28 października – Franciszek Borgiasz, wicekról Katalonii, hiszpański jezuita, święty katolicki (zm. 1572)
- data dzienna nieznana: 
  - Jerzy Jazłowiecki, hetman wielki koronny, hetman polny koronny, wojewoda podolski i ruski, kasztelan kamieniecki, starosta (zm. 1575)
  - Iwan Fedorowicz, działacz kultury wschodniosłowiańskiej (zm. 1583)
  - Ambroise Paré, francuski chirurg (zm. 1590)
  - Jan Przerębski, prymas Polski, podkanclerzy koronny (zm. 1562)

## Zmarli
- 24 lutego – Marek Marconi, włoski zakonnik, błogosławiony katolicki (ur. 1480)
- 20 kwietnia – Andrzej Boryszewski, prymas Polski (ur. 1435)
- 17 maja – Sandro Botticelli, włoski malarz (ur. 1445)
- 10 lipca – Katarzyna Cornaro, królowa Cypru (ur. 1454)
- 31 grudnia – Bianca Maria Sforza, księżniczka mediolańska, cesarzowa niemiecka jako żona Maksymiliana I Habsburga (ur. 1472)
- data dzienna nieznana: 
  - Gaspar da Gama, żydowski podróżnik (ur. ok. 1450)
  - Mihnea I Zły, hospodar wołoski (ur. ?)